# Giovanni Francesco Stoppani
Giovanni Francesco Stoppani, né le 4 novembre 1695 à Milan et mort le 7 décembre 1774 à Rome, est un cardinal italien du XVIIIe siècle.

## Biographie
Stoppani est inquisiteur à Malte de novembre 1730 à 4 avril 1735, est élu archevêque titulaire de Corinthe et est consacré le 25 mars 1735 par Giorgio Spinola avec comme co-consécrateurs Antonio Maria Pallavicini (it) et Carlo Alberto Guidoboni Cavalchini. Il est nommé nonce apostolique à Florence (en) en 1735 puis à Venise en 1739. Il est nommé président d'Urbino de 1747 à 1754.
Le pape Benoît XIV le crée cardinal lors du consistoire du 26 novembre 1753. Il est légat apostolique à Urbino et à Romagne. Giovanni Stoppani participe au conclave de 1758 lors duquel Clément XIII est élu, au conclave de 1769, lors duquel Clément XIV est élu, mais ne participe plus au conclave de 1774-1775 de Pie VI. De 1770 jusqu'à sa mort il est secrétaire de la Congrégation de l'Inquisition.

## Succession apostolique
Giovanni Francesco Stoppani a ordonné les évêques suivants :
- Évêque Francesco Agoselli (1763)
- Évêque Giovanni Pettani (1763)
- Évêque Giovanni Battista Filipponi Tenderini (1766)
- Évêque Eugenio Benedetto Scaramuccia (1768)
- Archevêque Filippo Lopez y Royo (it), C.R. (1768)